# Shoko Ota
Shoko Ota, född 27 juli 1989, är en japansk längdåkare och skidskytt.

## Meriter
- Brons vid paralympiska vinterspelen 2006, skidskytte 12,5 km stående